# Districte de Chinde
El districte de Chinde és un districte de Moçambic, situat a la província de Zambézia. Té una superfície de 4.403 kilòmetres quadrats. En 2007 comptava amb una població de 119.898 habitants. Limita al nord amb el districte de Mopeia, a l'oest amb el districte de Marromeu de la província de Sofala, al sud i sud-est amb l'oceà Índic i al nord-est amb el districte d'Inhassunge.

## Divisió administrativa
El districte està dividit en dos postos administrativos (Chinde, Luabo i Micaune), compostos per les següents localitats:
- Posto Administrativo de Chinde:
  - Vila de Chinde
  - Matilde
  - Mucuandaia
  - Pambane
- Posto Administrativo de Luabo:
  - Luabo
  - Mangige
  - Nzama
  - Rovuma
  - Samora Machel
  - 25 de Setembro
- Posto Administrativo de Micaune:
  - Arijuane
  - Magaza
  - Micaune
  - Mitange
  - Nhamatamanga